# Mildred Ratched
Mildred Ratched, anche conosciuta come infermiera Ratched, è un personaggio immaginario e l'antagonista principale del romanzo Qualcuno volò sul nido del cuculo scritto da Ken Kesey e pubblicato nel 1962, dell'omonimo film del 1975 e di una serie televisiva del 2020 intitolata Ratched.

## Concezione e sviluppo

### Sviluppo
Ken Kesey ha basato il personaggio di Mildred Ratched su un'infermiera del reparto psichiatrico dove lavorava. Secondo l'attrice Louise Fletcher, la sua acconciatura anni quaranta sta a simbolizzare che «la vita per lei si era fermata da molto tempo».

### Interpreti
Nell'adattamento cinematografico del 1975 diretto da Miloš Forman, l'infermiera Ratched è interpretata dall'attrice statunitense Louise Fletcher. Per la pellicola, il ruolo era stato rifiutato da Anne Bancroft, Angela Lansbury, Geraldine Page, Colleen Dewhurst e Ellen Burstyn. La scelta è poi ricaduta sulla Fletcher, che aveva attirato le attenzioni di Forman nel film Gang.
Nella serie televisiva C'era una volta è interpretata dall'attrice Ingrid Torrance. Mentre nel 2020 il personaggio, interpretato da Sarah Paulson, è protagonista della serie Ratched su Netflix, prequel del romanzo.

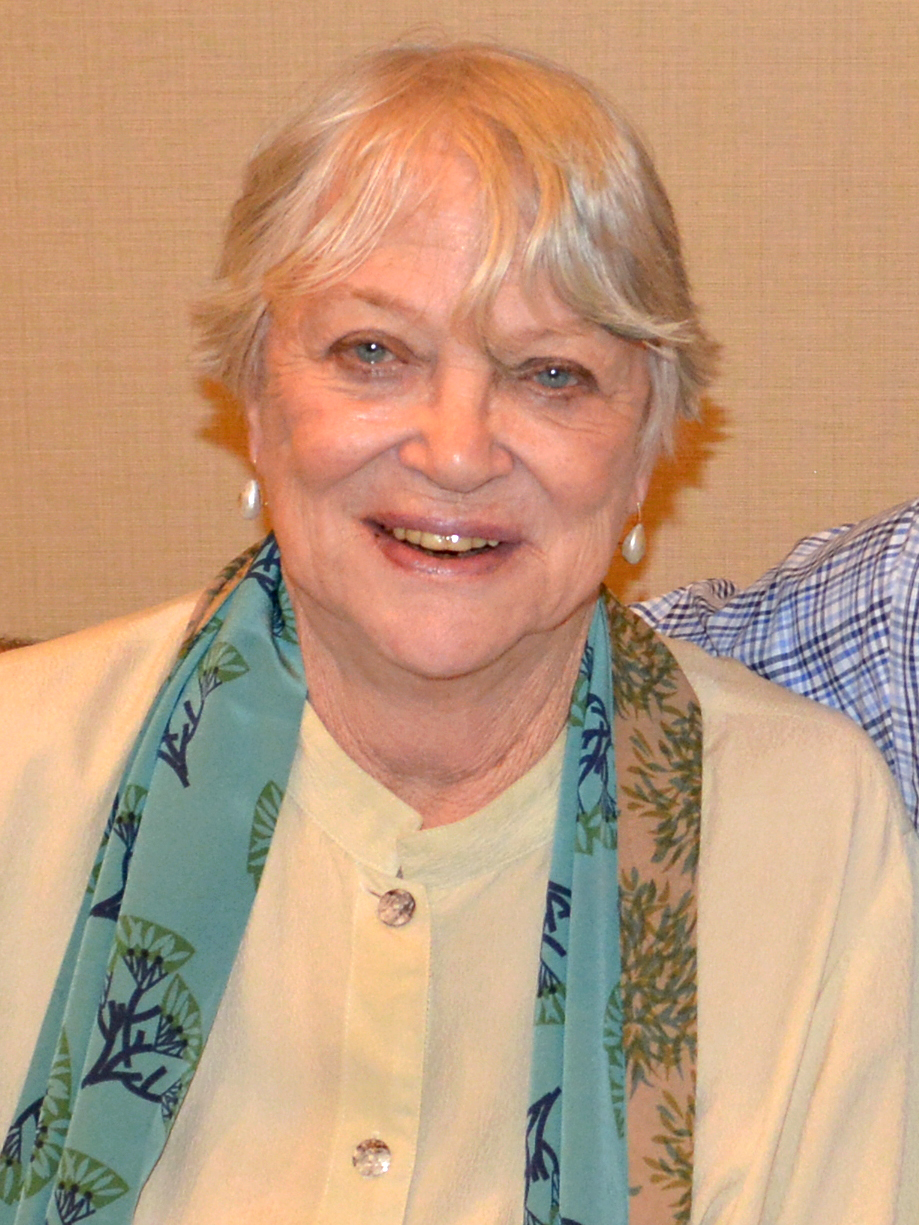
Louise Fletcher, prima interprete dell'infermiera Ratched
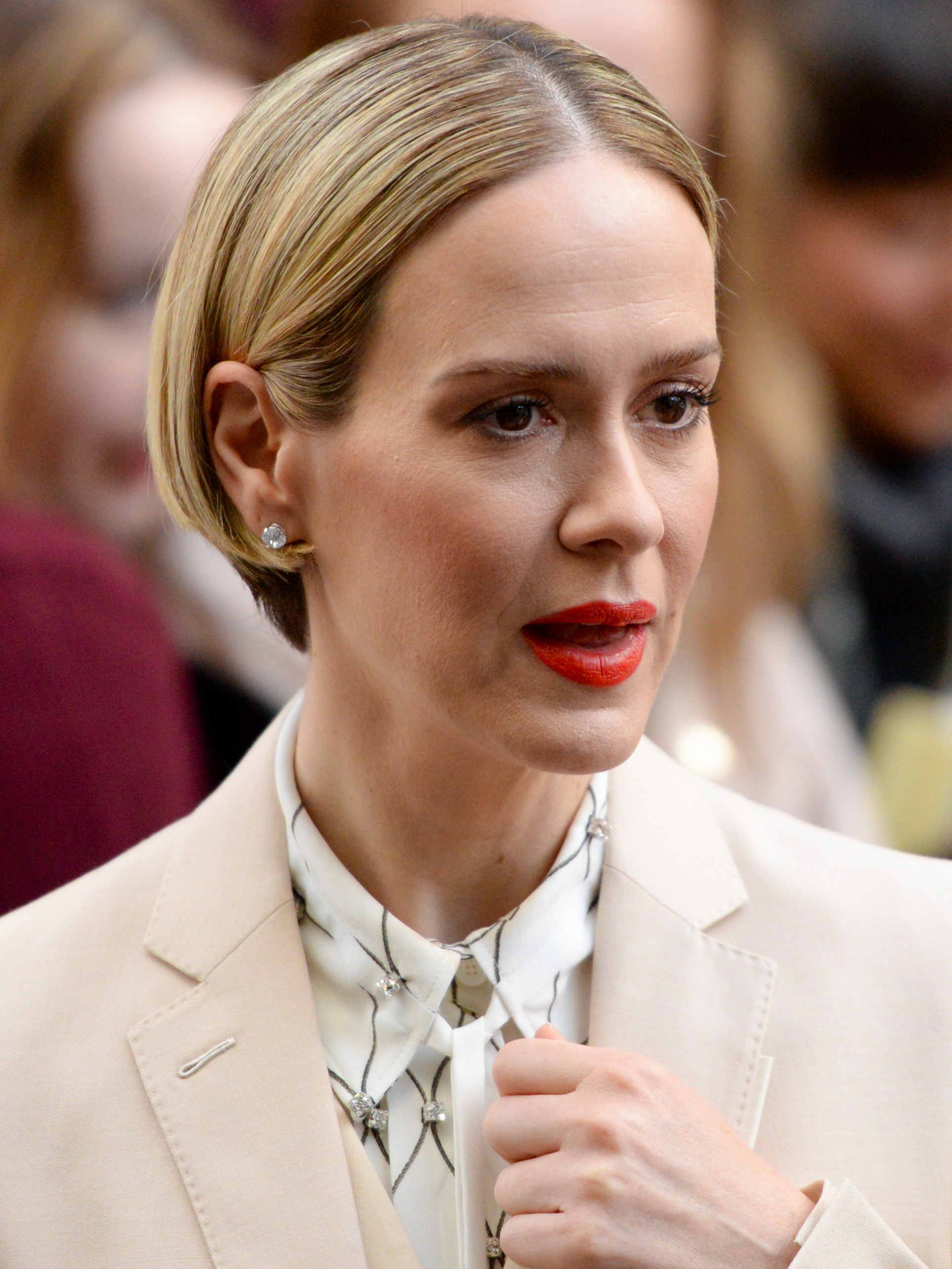
Sarah Paulson, terza interprete dell'infermiera Ratched

## Accoglienza
Grazie alla sua interpretazione di Ratched, la Fletcher si è aggiudicata l'Oscar alla miglior attrice e il Golden Globe per la migliore attrice in un film drammatico. Nella AFI's 100 Years... 100 Heroes and Villains il personaggio ha occupato la quinta posizione della classifica dei migliori cattivi di sempre.

## Filmografia
- Qualcuno volò sul nido del cuculo (One Flew Over the Cuckoo's Nest), regia di Miloš Forman (1975)
- C'era una volta (Once Upon a Time) - serie TV, 13 episodi (2012–2017)
- Ratched - serie TV, 8 episodi (2020)

## Libri
- (EN) Ken Kasey, One Flew Over the Cuckoo's Nest, New York, Signet, 1962.
  -  Ken Kasey, Qualcuno volò sul nido del cuculo, Milano, Rizzoli, 1976.